# Alix Fournier
Pour les articles homonymes, voir Fournier.
Alix Fournier (1864-1897) est un compositeur français.

## Biographie
Alix Fournier naît à Paris (10e arrondissement) le 11 octobre 1864. Il est le fils de Marie et Louis Fournier, négociant.
Fournier commence ses études musicales à l’école de musique classique et religieuse de Louis Niedermeyer. Il intègre ensuite le Conservatoire de Paris, où il suit la classe d’orgue de César Franck en 1885, celle de composition de Léo Delibes et d’harmonie de Théodore Dubois.
Il obtient un premier second grand prix de Rome en composition musicale en 1891, plus haute récompense délivrée cette année-là, pour sa cantate L’Interdit, d’inspiration wagnérienne.
En 1891, Stratonice, comédie lyrique sur un poème de Louis Gallet, est récompensé par l’Académie des beaux-arts du prix Anatole Cressent. L’œuvre est créée à l’Opéra de Paris le 9 décembre 1892.
Fournier met en musique en 1895 Histoire de chevalerie, légende écrite par Louise Rousseau, écrivain et épouse du directeur de l’école du Parangon à Joinville-le-Pont.
Alix Fournier, que Camille Saint-Saëns appelait « le Fou » fut emporté à 32 ans par la phtisie, selon l’écrivain Pierre-Barthélemy Gheusi qui le présentait ainsi : « le magnifique, le révolté à demi génial, le futur grand musicien. »
Il était domicilié à Nice, avec sa mère. Son frère, Maurice Fournier, 38 ans, lieutenant au 112e régiment d'infanterie de ligne, est également en garnison à Nice. Alix Fournier meurt à Joinville-le-Pont le 12 septembre 1897.

## Distinctions
- Prix de Rome en composition musicale : premier second grand prix en 1891
- Prix Cressent de l’Académie des beaux-arts en 1892

## Œuvres principales
- Stratonice, comédie lyrique en un acte, poème de Louis Gallet, musique d’Alix Fournier, Paris, Académie nationale de musique, 9 décembre 1892.